# Kim vàng
Kim vàng hay gai kim vàng, gai kim bóng (danh pháp hai phần: Barleria lupulina) là một loài thực vật có hoa trong họ Ô rô. Loài này được Lindl. mô tả khoa học đầu tiên năm 1833.

## Hình ảnh

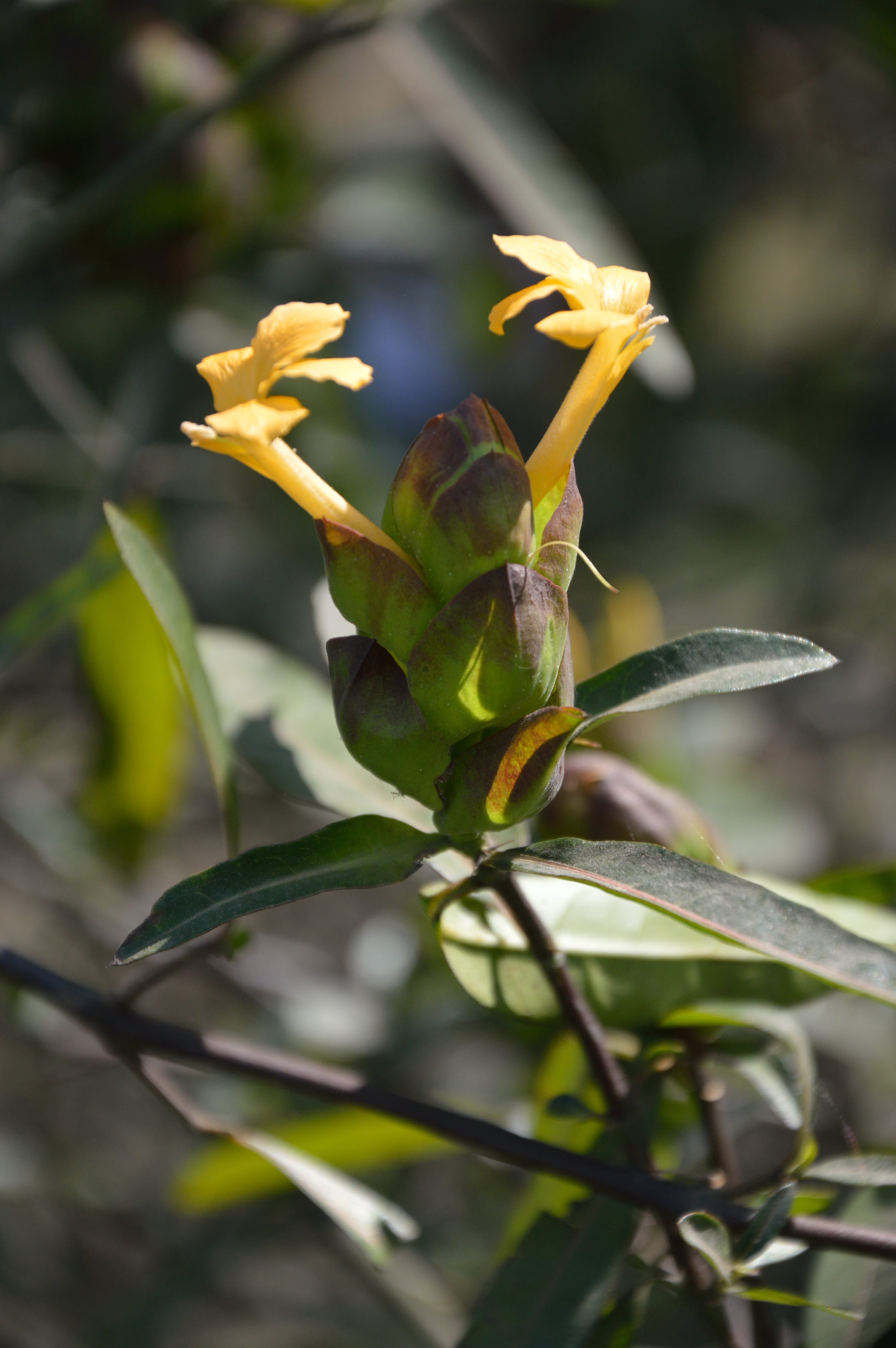
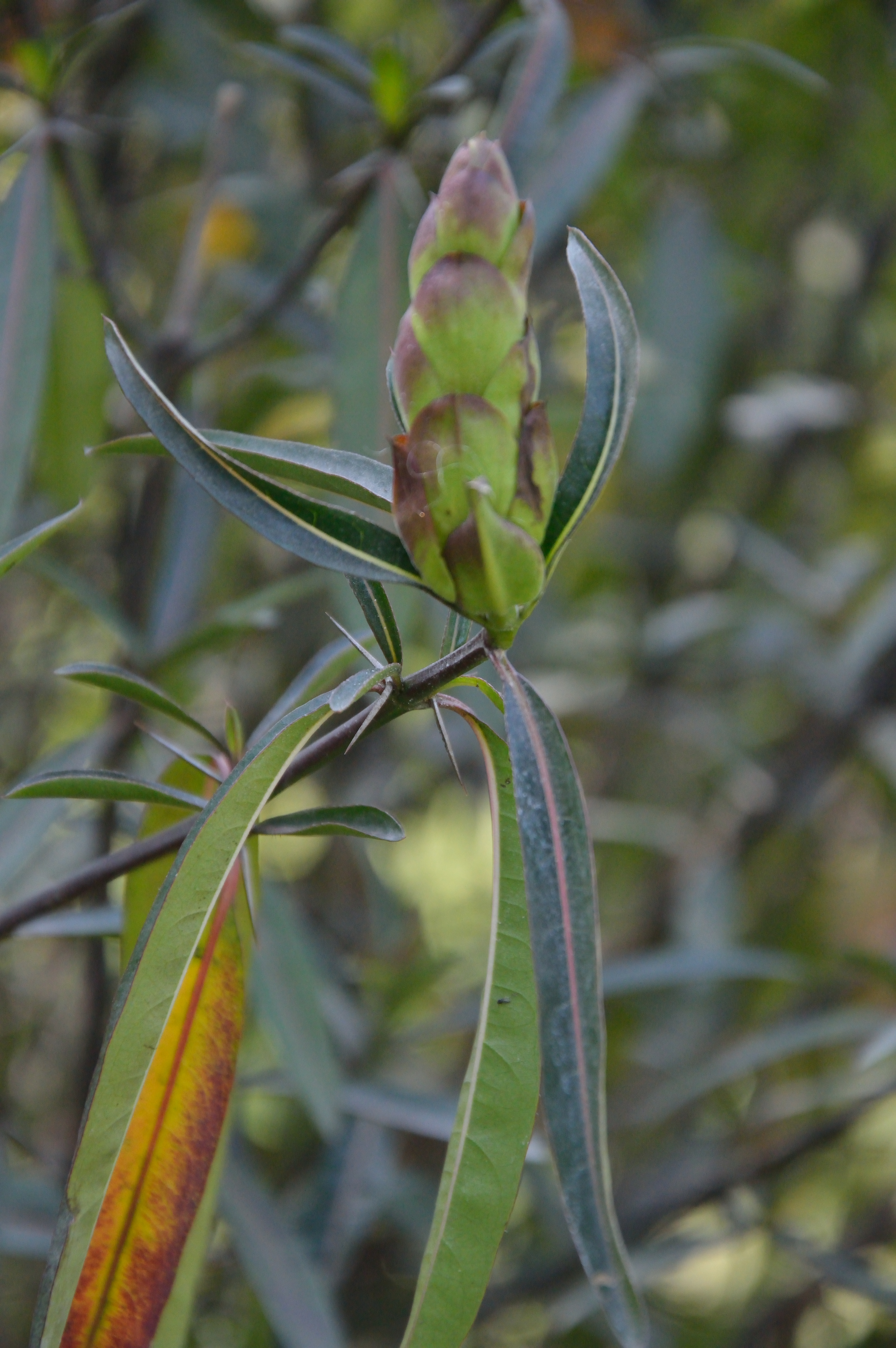
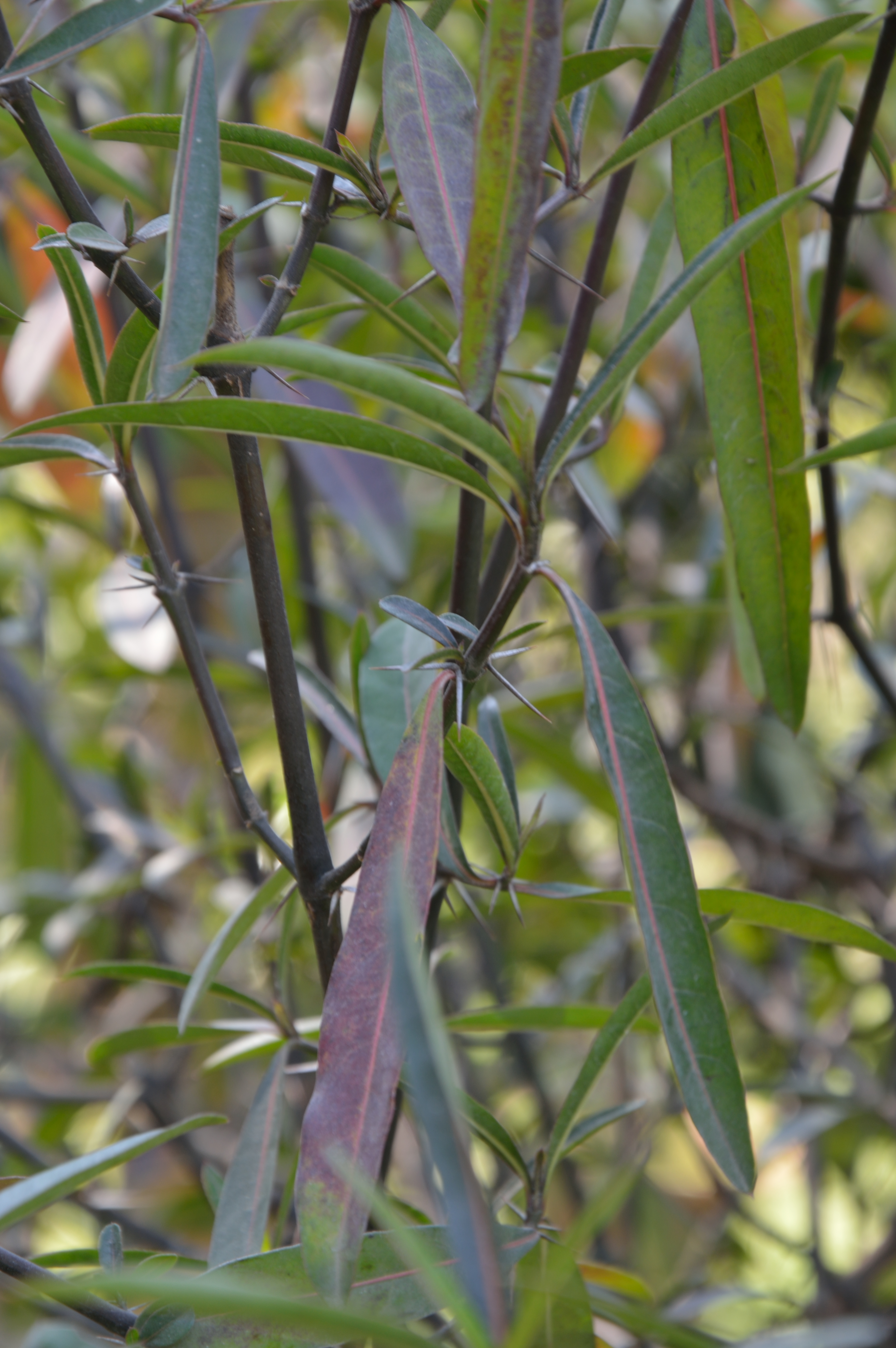
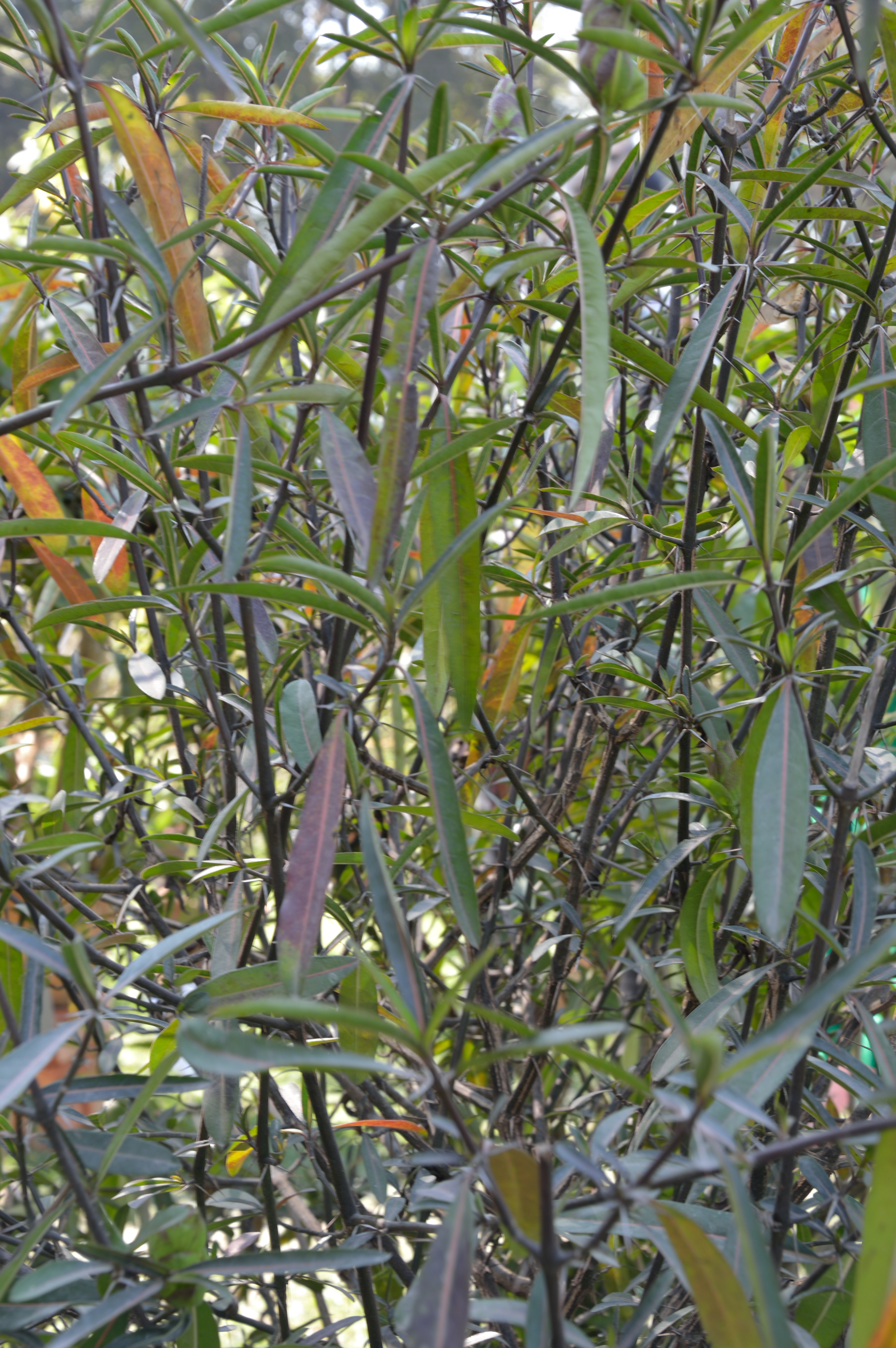
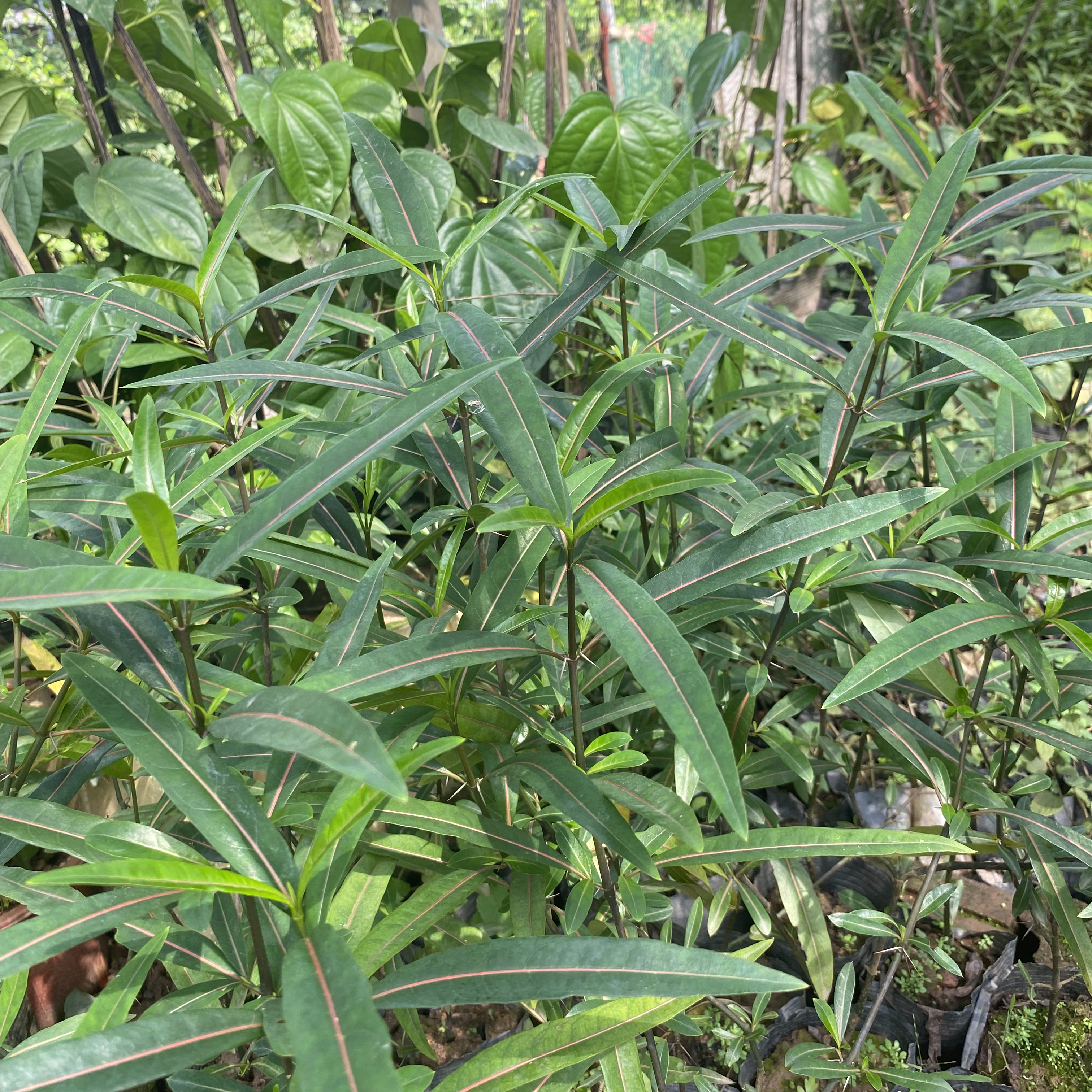
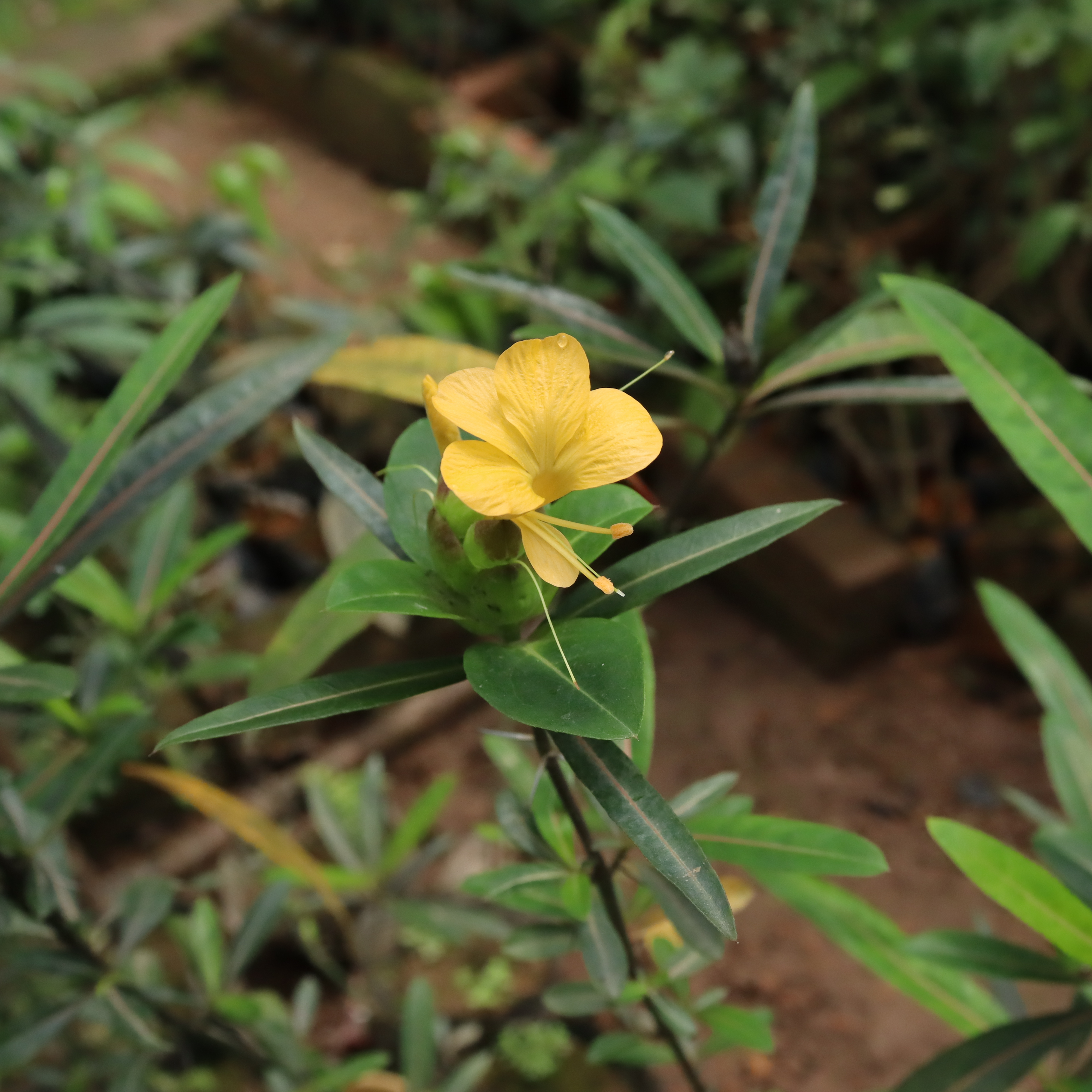
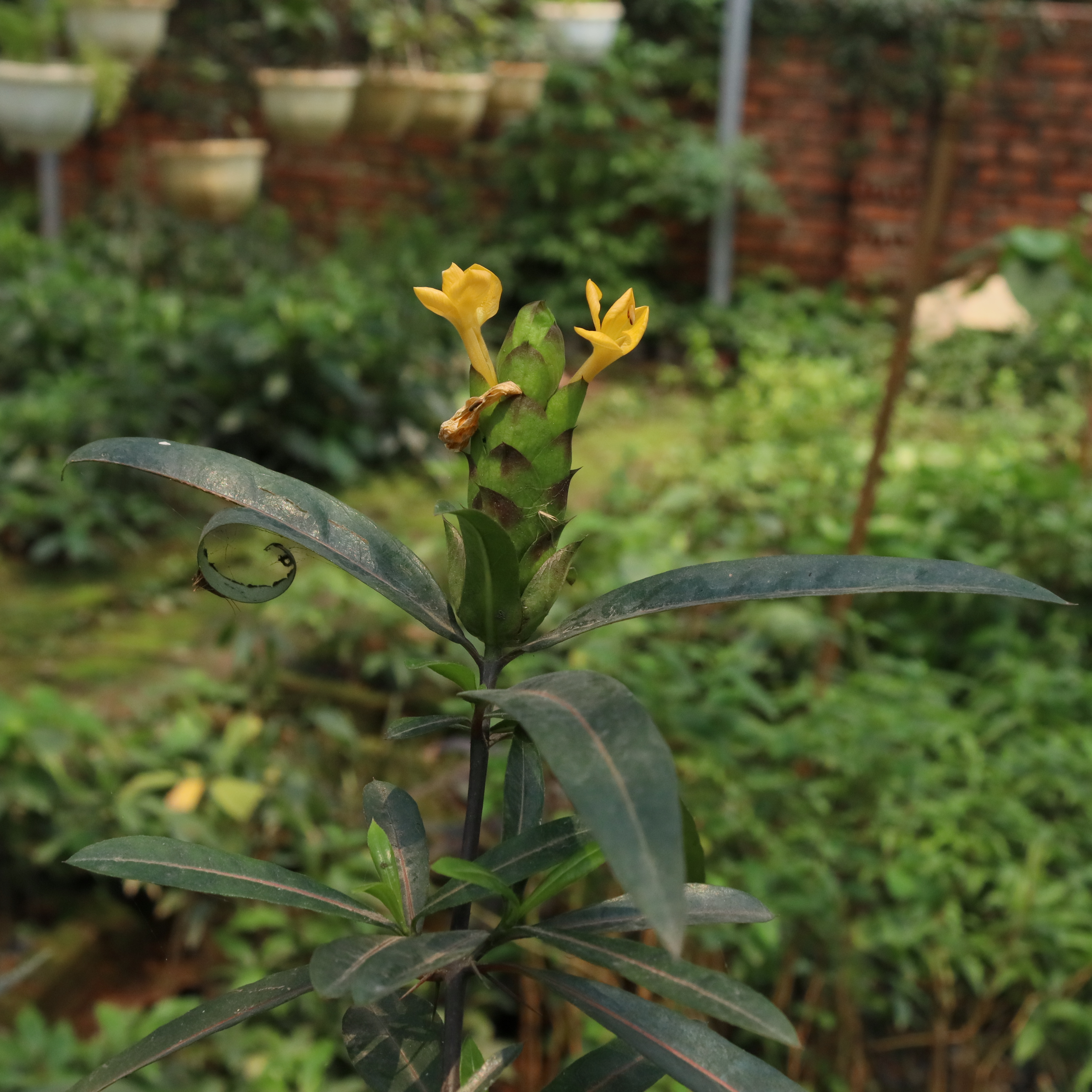
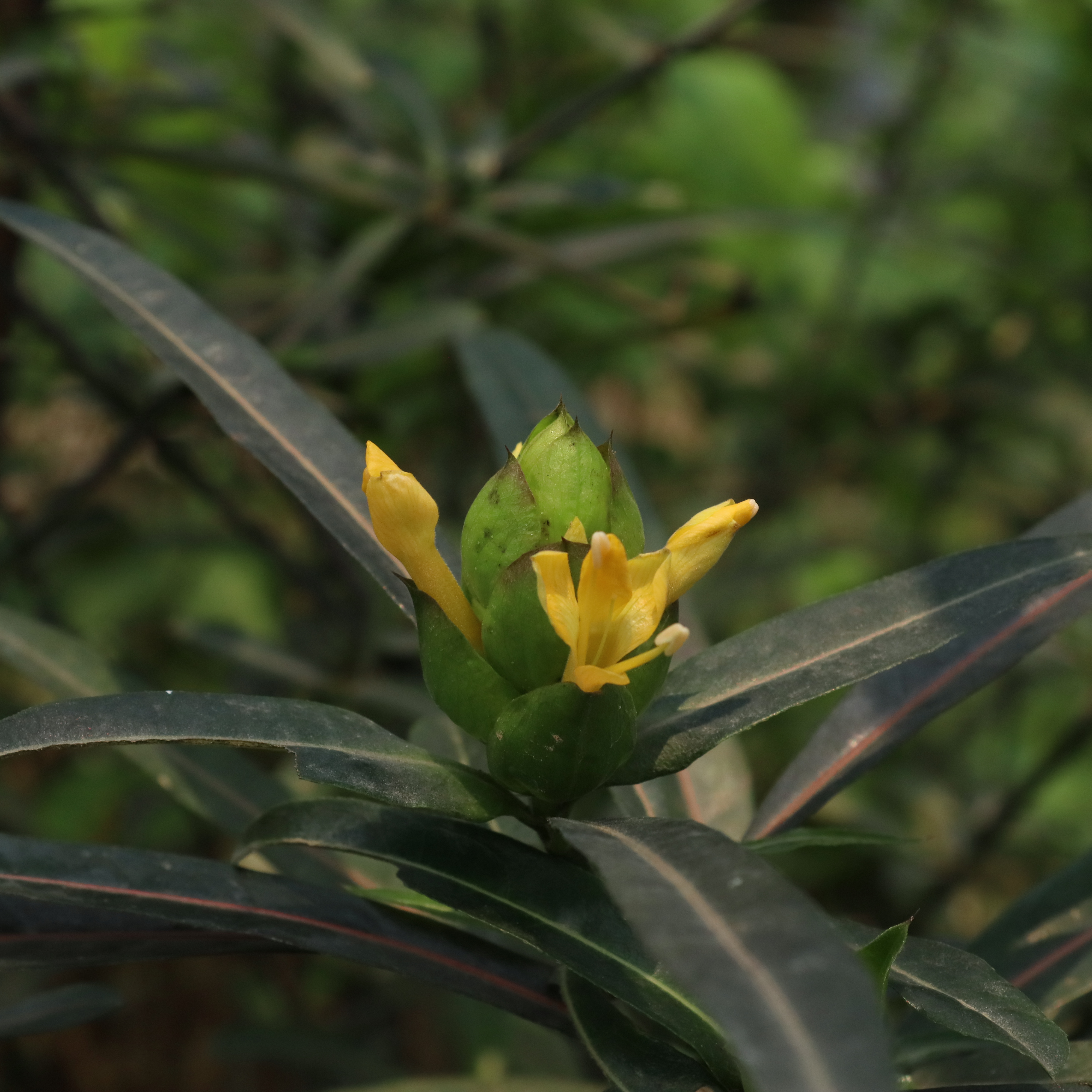